# コルチトーン
コルチトーンは、日本の補聴器メーカーであるコルチトーン補聴器株式会社の通称であり商標である。本社は、東京都文京区に所在する。

## 沿革
- 1946年 東京都文京区において医理科学用器械器具および耳鼻科医科器械の製作販売開始。
- 1955年 アメリカよりトランジスタを輸入して国産初のトランジスタ補聴器を製作発売。
- 1957年 東邦理研株式会社を改組し、コルチトーン補聴器株式会社を設立する。
- 1959年 国産初のメガネ型補聴器及びヘアーピン型補聴器を発売。
- 1962年 国産初の耳かけ型補聴器を発売。
- 1971年 国産初の耳あな型補聴器（イヤホン補聴器）を発表。
- 1979年 聴力測定器・SPLヒアリングメータの製造販売開始。
- 1980年 みみがた耳せん（イヤモールド）の製造開始。
- 1981年 フライエレクトロニクス社（アメリカ）と販売提携を結び、補聴器特性測定器の販売開始。
- 同年、日本で初めて空気亜鉛電池を発売。（グールド社（現在のデュラセル社）製）
- 1985年 国産初のオーダーメイド補聴器（カナルイヤー）の製造発売開始。
- 1994年 国産初のCICタイプのオーダーメイド補聴器を発売。
- 1999年 デジタル補聴器の発売を開始。
- 2004年 ツインマイクによる指向性機能を搭載したデジタル補聴器シリーズ発売開始。
- 2006年 耳を塞がないオープンフィット対応のデジタル補聴器発売開始。
- 2008年 リモコン対応のデジタル補聴器シリーズ発売開始。
- 2009年 ＲＩＣタイプのデジタル補聴器シリーズ発売開始。

## 主な商品
- 各種補聴器
- 補聴器付属品全般
- 聴力測定器
- 補聴器特性測定器